# Амалијада
Амалијада (грч. Αμαλιάδα Amaliada) град је у западној Грчкој, у области Пелопонеза. Амалијада је други по величини и значају град округа Илија у оквиру периферије Западна Грчка.

## Положај
Амалијада се налази на северној обали полуострва Пелопонез, на 290 км удаљености западно од Атине и 80 км југозападно од Патраса. Град се налази у приобалној равници, пар километара од источне обале Јонског мора. Окружење града је пољопривредно и густо насељено.

## Становништво
У последња три пописа кретање становништва Амалијаде било је следеће:
| 1981.  | 1991.  | 2001.  |
| ------ | ------ | ------ |
| 15.248 | 15.232 | 18.261 |

| 1981. | 1991.  | 2001.  |
| ----- | ------ | ------ |
| -     | 26,588 | 32,090 |